# Oompa Loompa
Los Oompa-Loompas (también llamados en español UmpaLumpas) son personajes ficticios de las novelas infantiles Charlie y la fábrica de chocolate (1964) y Charlie y el gran ascensor de cristal (1972), escritas por el autor inglés Roald Dahl.

## Origen
Los Oompa-Loompas son los trabajadores de la fábrica de chocolate de Willy Wonka, que fueron importados por Wonka directamente desde Loompalandia. Wonka los encontró y los domesticó a cambio de granos de cacao, que son su comida favorita y eran muy escasos en ese lugar. Por esta razón, comían siempre orugas.

## Rasgos físicos
Son personas de baja estatura, aproximadamente 50 cm, y viven alrededor de 10 años.
En la película Willy Wonka & the Chocolate Factory (1971), así como en su secuela Wonka (2023), basadas en Charlie y la fábrica de chocolate, tenían cabello verde, vistosos trajes blancos y la cara anaranjada. Uno de los Oompa-Loompas de la película de 2023 estuvo interpretado por Hugh Grant.
En la versión del director Tim Burton, Charlie y la fábrica de chocolate (2005), todos los Oompa-Loompas son interpretados por el actor de ascendencia india Deep Roy, alterando los rasgos físicos originales de las novelas.

## Actores
A lo largo de los años, son varios los actores que han interpretado a un Oompa-Loompa en el cine; 
| Año  | Película                            | Actor       |
| ---- | ----------------------------------- | ----------- |
| 1971 | Willy Wonka & the Chocolate Factory | Rusty Goffe |
| 2005 | Charlie y la fábrica de chocolate   | Deep Roy    |
| 2023 | Wonka                               | Hugh Grant  |